# خوسيه جيرسون راموس
خوسيه جيرسون راموس (بالبرتغالية: José Gerson Ramos‏) (29 مارس 1981 في البرازيل - ) هو لاعب كرة قدم برازيلي في مركز الوسط. لعب مع أتلتيكو مينييرو ونادي بارانا ونادي بونتي بريتا ونادي ساو كايتانو وDesportivo Brasil ‏ ونادي موجي ميريم ونادي ميراسول ونادي اتلتيكو سوروكابا.

## وصلات خارجية
- خوسيه جيرسون راموس على موقع قاعدة بيانات كرة القدم.إي يو (الإنجليزية)